# Agrostis odorata
Agrostis odorata é uma espécie de gramínea do gênero Agrostis, pertencente à família Poaceae.